# Antoine de Chézy
Antoine de Chézy (1. září 1718, Châlons-sur-Marne, Francie – 5. října 1798, Paříž) byl francouzský hydrolog a autor tzv. Chézyho rovnice pro výpočet rychlosti rovnoměrného proudění.
Studoval na École des Ponts et Chaussées. Později se podílel na stavbě Burgundského kanálu (Canal de Bourgogne).